# Conselho de Ministros dos Países Baixos

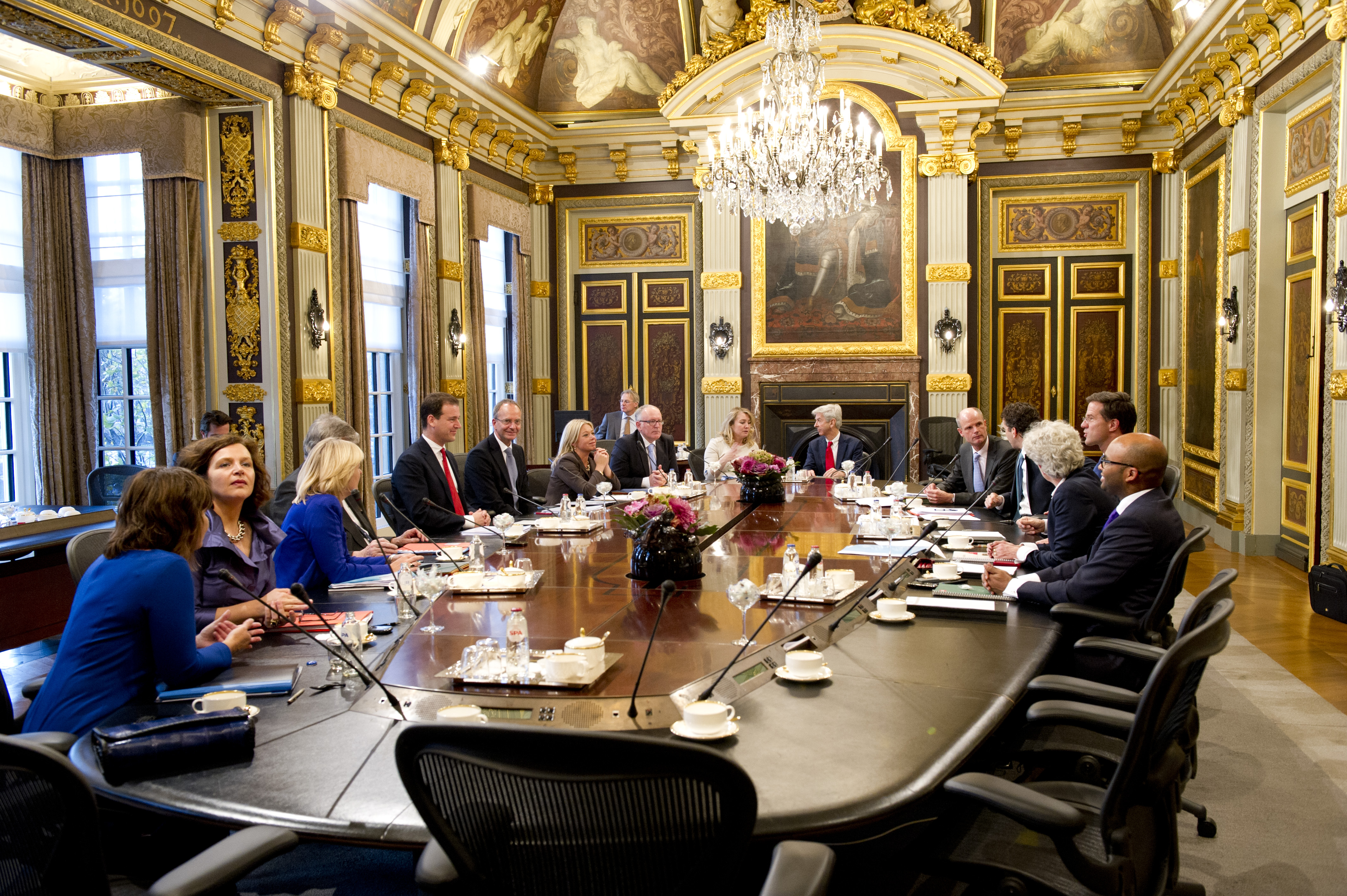
Primeira reunião do Segundo Gabinete Rutte na Trêveszaal no Binnenhof, em 5 de novembro de 2012.

O Conselho de Ministros (em neerlandês: Ministerraad) é o conselho executivo do governo neerlandês, composto por todos os ministros, incluindo os vice-primeiros-ministros. Este conselho executivo inicia leis e políticas. O Conselho de Ministros é distinto do gabinete, que também inclui secretários de estado. Os secretários de estado não participam do Conselho de Ministros, a menos que sejam solicitados, e não têm direito a voto.
O Conselho de Ministros se reúne toda semana, às sextas-feiras, na Trêveszaal (Sala dos Tratados) no Binnenhof. As decisões são tomadas por meio de governança colegiada. Todos os ministros, incluindo o Primeiro Ministro, são (teoricamente) iguais. Essas reuniões são presididas pelo Primeiro Ministro. Por trás das portas fechadas da Trêveszaal, os ministros podem debater livremente as decisões propostas e expressar sua opinião sobre qualquer aspecto da política do gabinete. 
Uma vez tomada a decisão pelo conselho, todos os membros individuais são vinculados por ela e são obrigados a apoiá-la publicamente. Membros do gabinete podem renunciar se não concordarem com uma decisão específica do governo. Geralmente, é feito um grande esforço para alcançar um consenso relativo em qualquer decisão. Existe um processo de votação dentro do Conselho, mas raramente é utilizado. Após cada reunião do Conselho de Ministros, uma coletiva de imprensa é realizada no Nieuwspoort pelo Primeiro Ministro, ou pelo primeiro Vice-Primeiro Ministro se ele estiver viajando para o exterior ou incapacitado. Os partidos políticos que formam a coalizão governamental organizam individualmente consultas na quinta-feira à noite com seus ministros e grupo parlamentar para se prepararem para o Conselho de Ministros.
Juntamente com o Rei, o Conselho de Ministros forma o Governo, também conhecido como a Coroa, que toma todas as decisões principais. Na prática, o Rei não participa da tomada diária de decisões do governo, embora seja mantido atualizado por visitas semanais (às segundas-feiras) do Primeiro Ministro. A Constituição neerlandesa não menciona o gabinete, mas apenas o Conselho de Ministros e o Governo.